# Municipio de Germania (Dakota del Norte)
El municipio de Germania (en inglés: Germania Township) es un municipio ubicado en el condado de Stutsman en el estado estadounidense de Dakota del Norte. En el año 2010 tenía una población de 19 habitantes y una densidad poblacional de 0,2 personas por km².

## Geografía
El municipio de Germania se encuentra ubicado en las coordenadas 46°40′30″N 99°15′29″O / 46.67500, -99.25806. Según la Oficina del Censo de los Estados Unidos, el municipio tiene una superficie total de 93.09 km², de la cual 92,23 km² corresponden a tierra firme y (0,92 %) 0,86 km² es agua.

## Demografía
Según el censo de 2010, había 19 personas residiendo en el municipio de Germania. La densidad de población era de 0,2 hab./km². De los 19 habitantes, el municipio de Germania estaba compuesto por el 100 % blancos. Del total de la población el 0 % eran hispanos o latinos de cualquier raza.